# 취리히 미술관
취리히 미술관(독일어: Kunsthaus Zürich 쿤스트하우스 취리히[*])은 스위스에서 면적으로 가장 큰 미술관이며, 스위스에서 가장 중요한 미술 컬렉션 중 하나를 소장하고 있다. 컬렉션은 중세에서 현대 미술에 이르기까지 스위스 미술에 중점을 두고 있다.

## 건축
오래된 박물관 부분은 건축가 카를 모저와 로베르트 쿠어옐에 의해 만들어졌으며 1910년에 문을 열었다. 특히 주목할 만한 것은 분리파 스타일의 뛰어난 네오-그렉 버전으로 장식된 박물관의 원래 구간에 보존된 여러 모저 인테리어이다. 정면의 얕은 돋을새김은 모저의 오랜 협력자인 오스카 키퍼가 만든 것이다. 원래 박물관 건물은 1925년, 1958년 및 1976년에 확장되었다.
런던에 기반을 둔 데이빗 치퍼필드의 2억 3천만 달러 확장이 2020년에 개설되었다. 확장 예산의 절반은 취리히시와 주에서 나왔고 나머지 절반은 개인 기부자가 제공했다. 치퍼필드의 디자인은 거대한 직사각형 사암으로 덮인 건물이다. 확장으로 468㎡의 갤러리가 추가되어 전시 공간이 78% 증가한다. 미술관은 사용 가능한 공간에서 바젤 미술관을 추월하지만, 컬렉션이 아닌 가장 큰 스위스 미술관이 될 것이다. 2개의 위층은 예술을 위한 것이며, 1층에는 시설이 있고 길 아래에는 하임플라츠 건너편에 있는 원래 박물관으로 연결되는 지하 연결 통로가 있다.
저명한 취리히 예술 후원자였던 리디아 에셔(Lydia Escher, 1858–1891)는 건물 전면에 있는 기념 명판으로 그녀의 150주년을 기념하여 프라우뮌스터 협회로부터 영예를 받았다. 이 장소는 2008년 8월 20일 취리히시에서 리디아 벨티-에셔 호프(Lydia Welti-Escher Hof)로 세례를 받았다.

## 컬렉션
박물관 컬렉션에는 클로드 모네(거대한 수련 그림을 포함한 여러 작품), 에드바르 뭉크, 파블로 피카소, 자크 립시츠 등이 있다. 스위스의 예술가로는 알베르토 자코메티를 포함한 예술가들의 주요 작품이 포함되어 있다. 헨리 푸젤리, 페르디난트 호들러 또는 최근의 피필로티 리스트 및 페터 피슐리와 같은 다른 스위스 예술가도 대표된다. 또한 빈센트 반 고흐, 에두아르 마네, 앙리 마티스 및 르네 마그리트의 작품을 찾을 수 있다.

## 관리

### 관장
- 1909-1949: 빌헬름 바르트만
- 1950–1975: 르네 베를리
- 1976-2000: 펠릭스 바우만
- 2000–현재: 크리스토프 베커[7]

### 방문객
2013년 미술관의 방문객 수는 315,000명이었다. 보도 자료(2017년 1월 12일자)에서 기관은 2016년에 320,000명의 방문자 기록을 달성했다고 선언했다. 수요일에는 모든 방문자가 컬렉션에 무료로 입장할 수 있다.

## 대중 교통
갤러리는 취리히 트램 시스템에서 쿤스트하우스(Kunsthaus)로 표기되어 정차한다. 이것은 박물관 건물과 취리히 샤우슈필하우스 사이의 포운광장(포운플라츠)에 있다.

## 갤러리

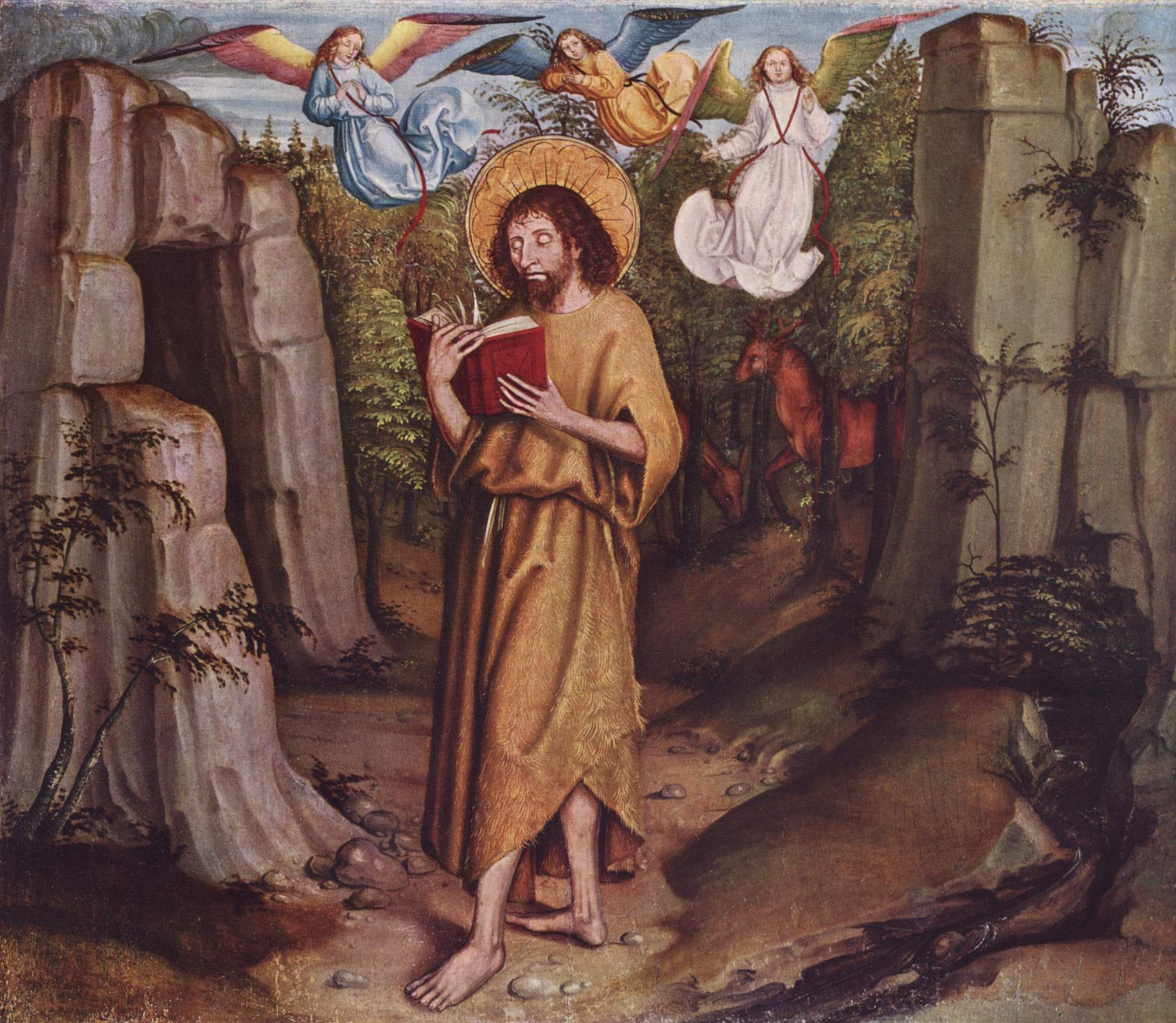
베르너 넬켄마이스터, 사막의 침례자 요한
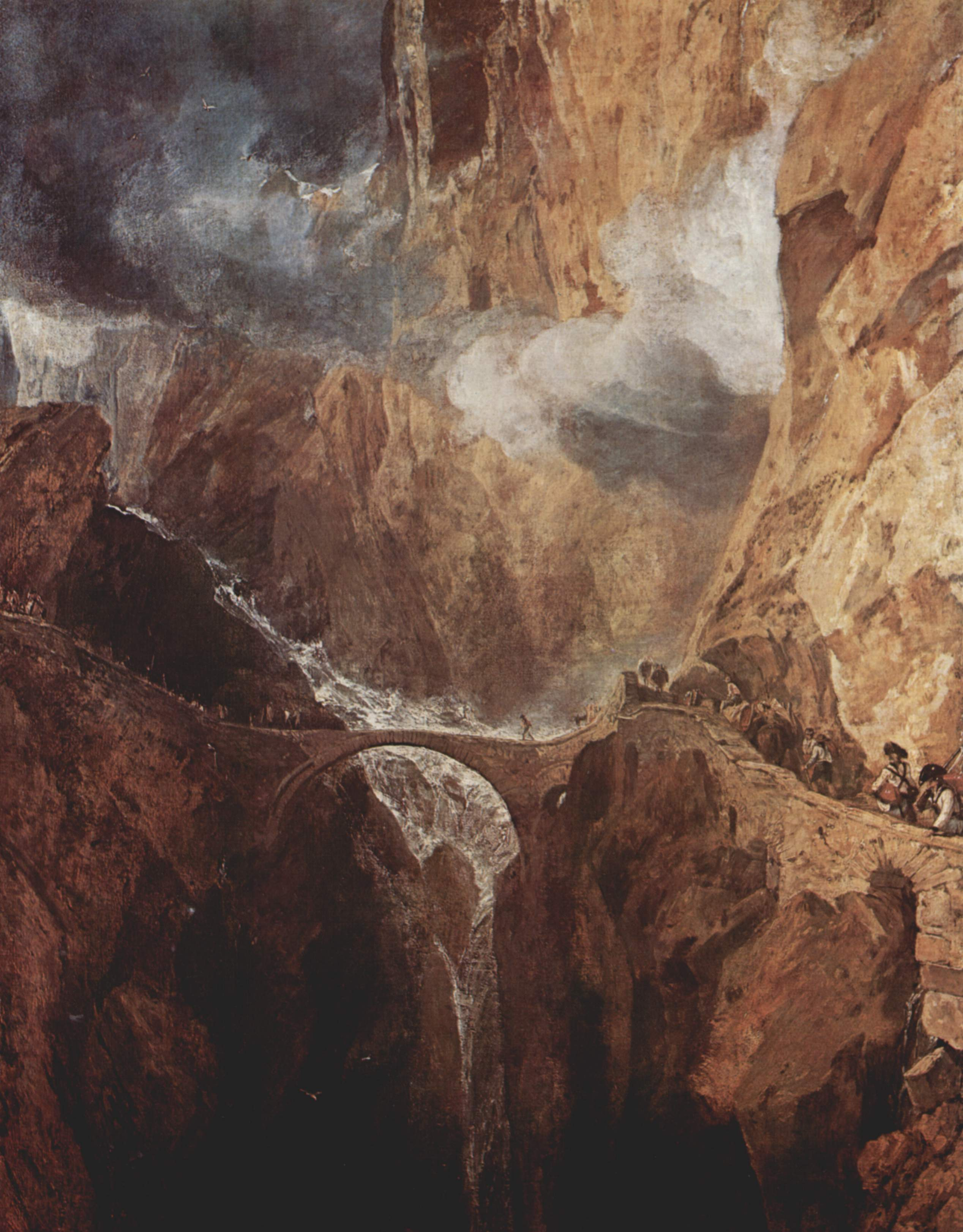
J. M. 윌리엄 터너, 악마의 마라의 성 고르트하르트
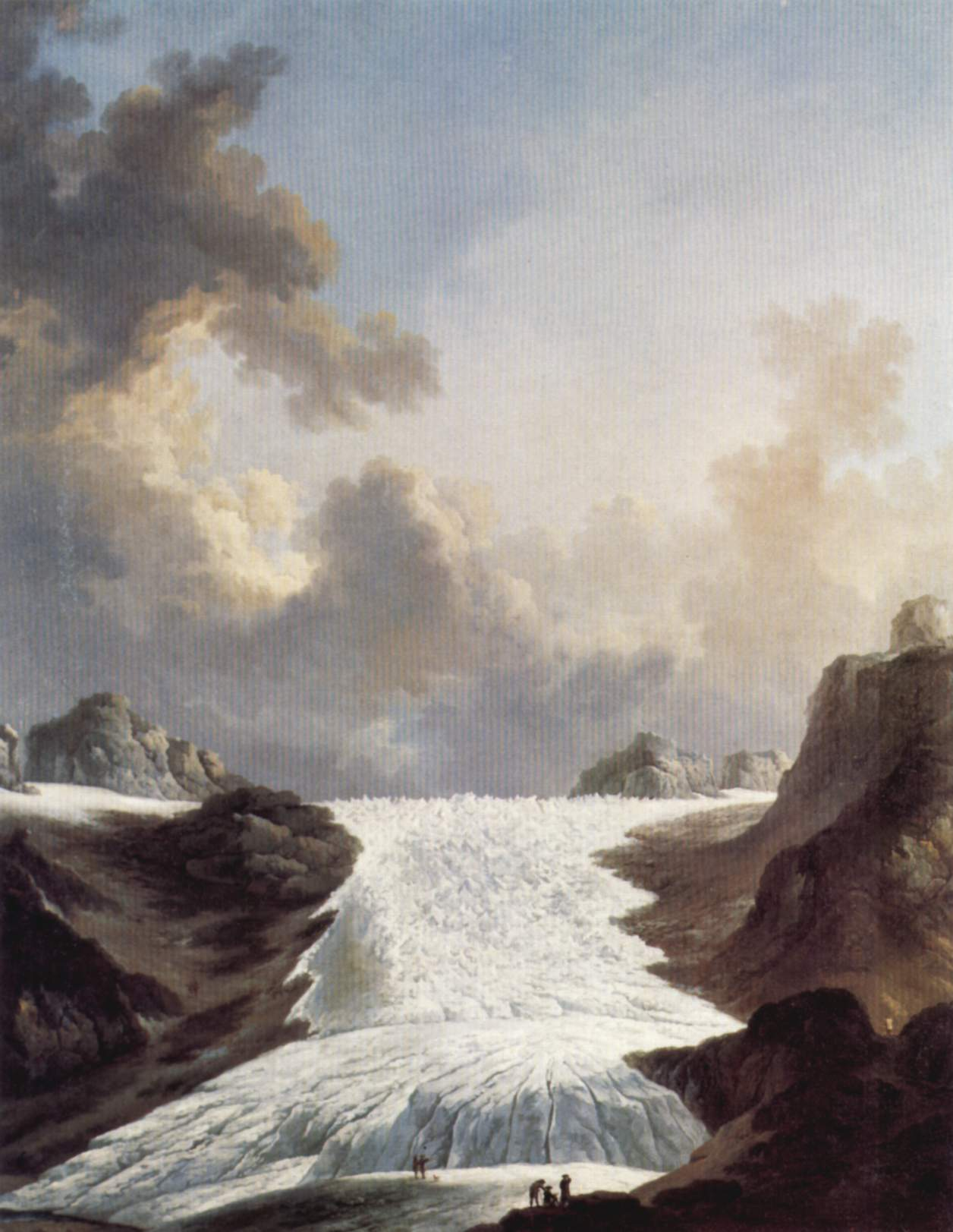
요한 하인리히 뷔에스트, 론 빙하
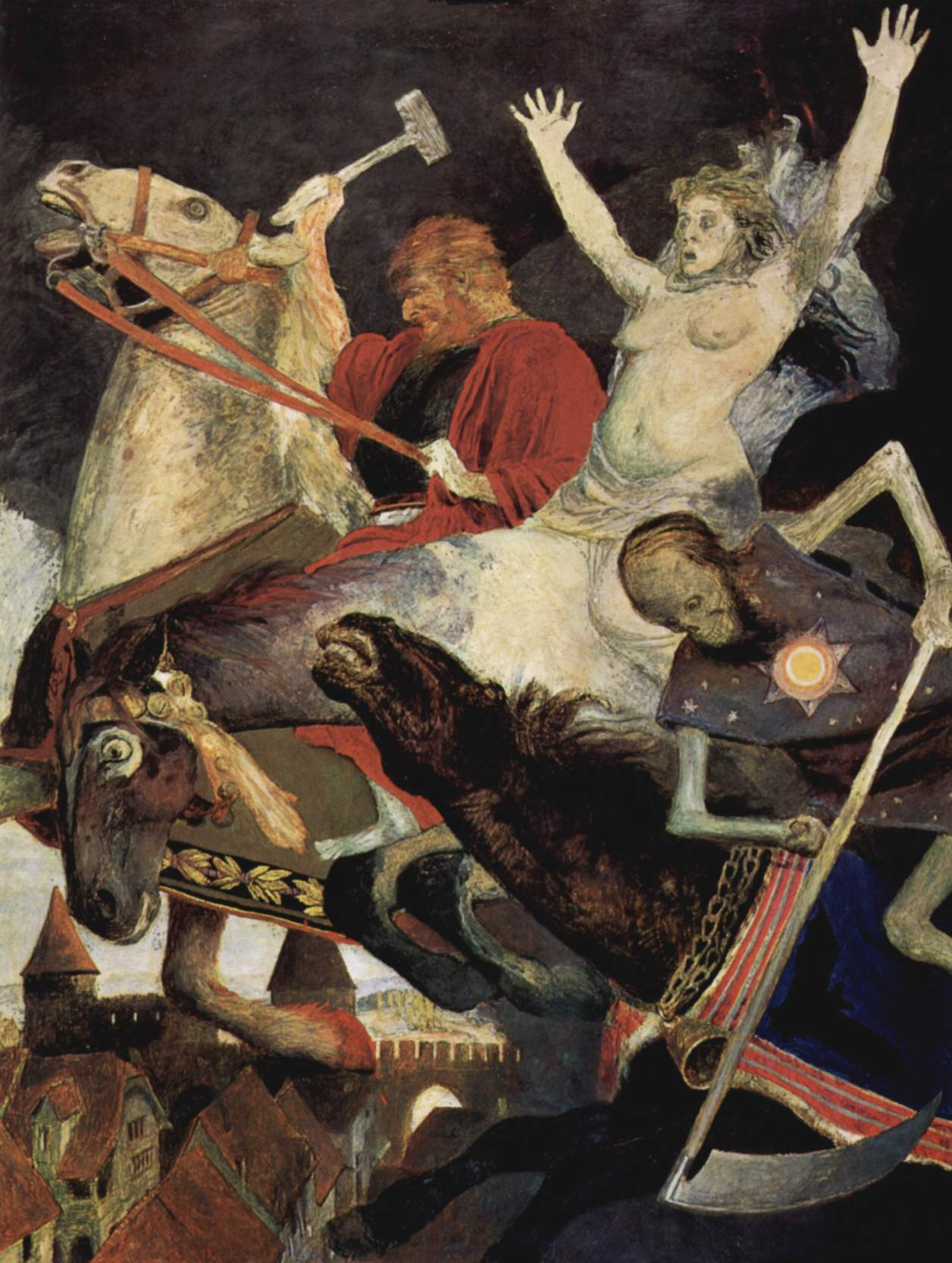
아널드 뵈클린, 전쟁
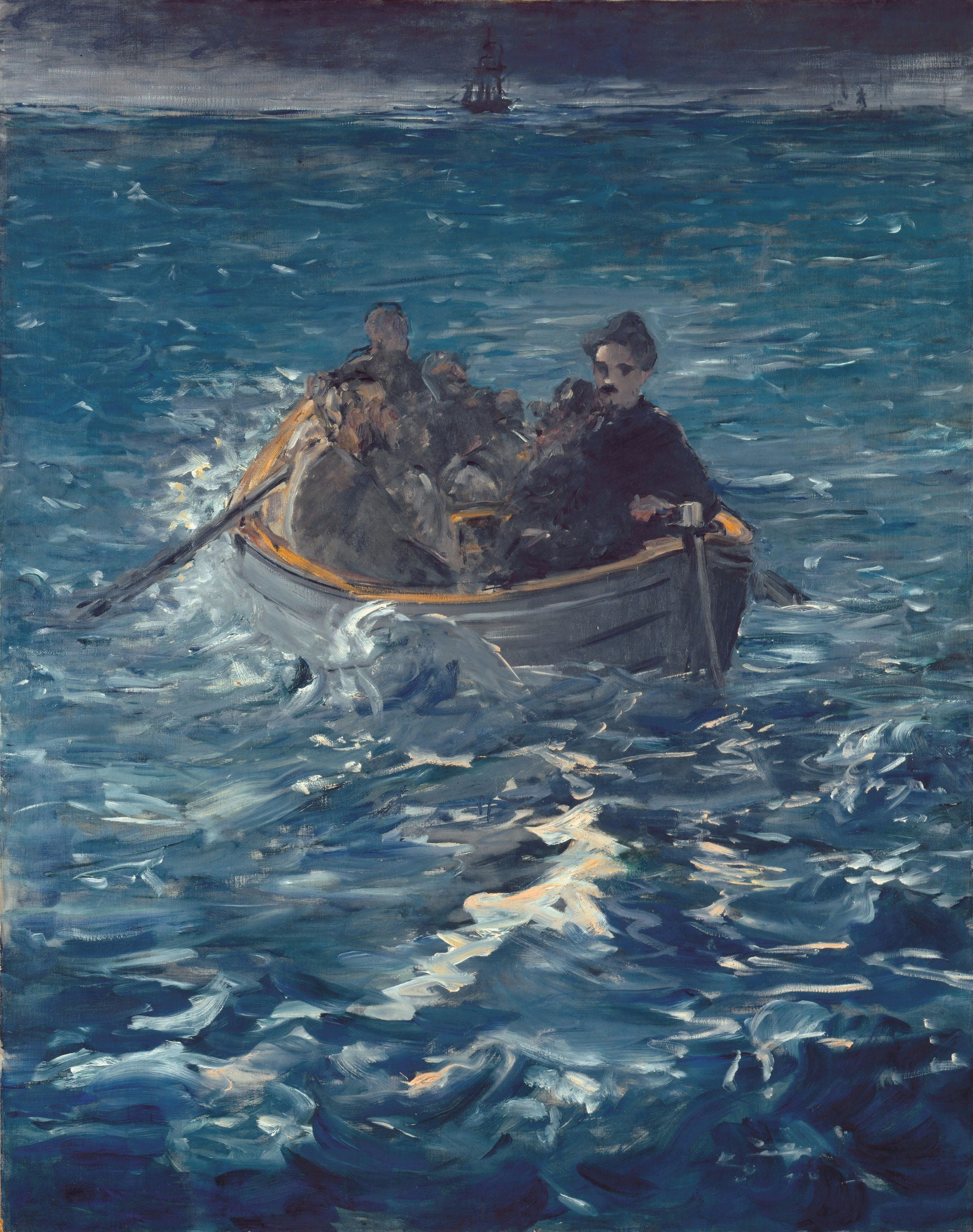
에두아르 마네, 로슈포르의 탈출
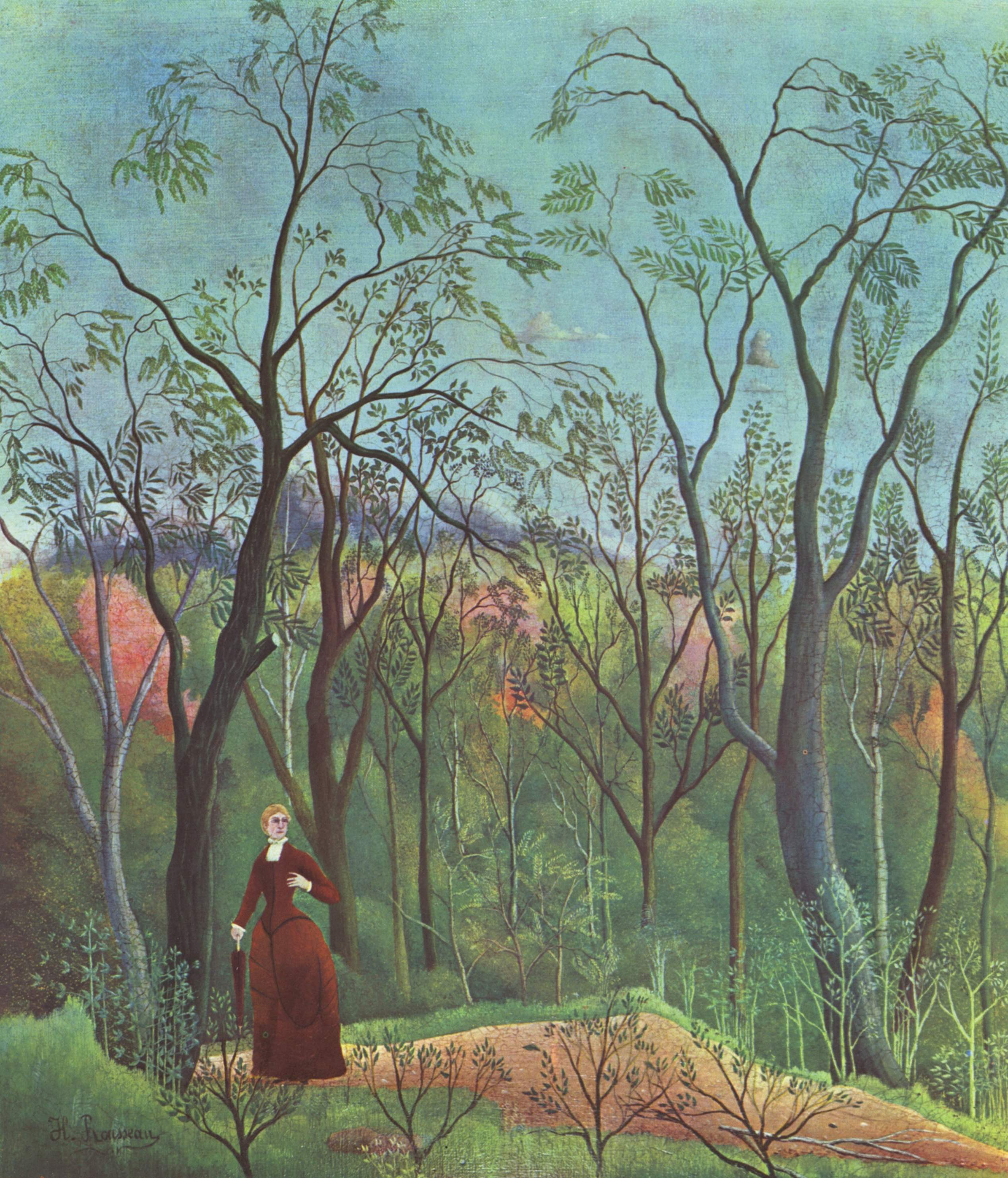
앙리 루소, 숲 끝자락에서
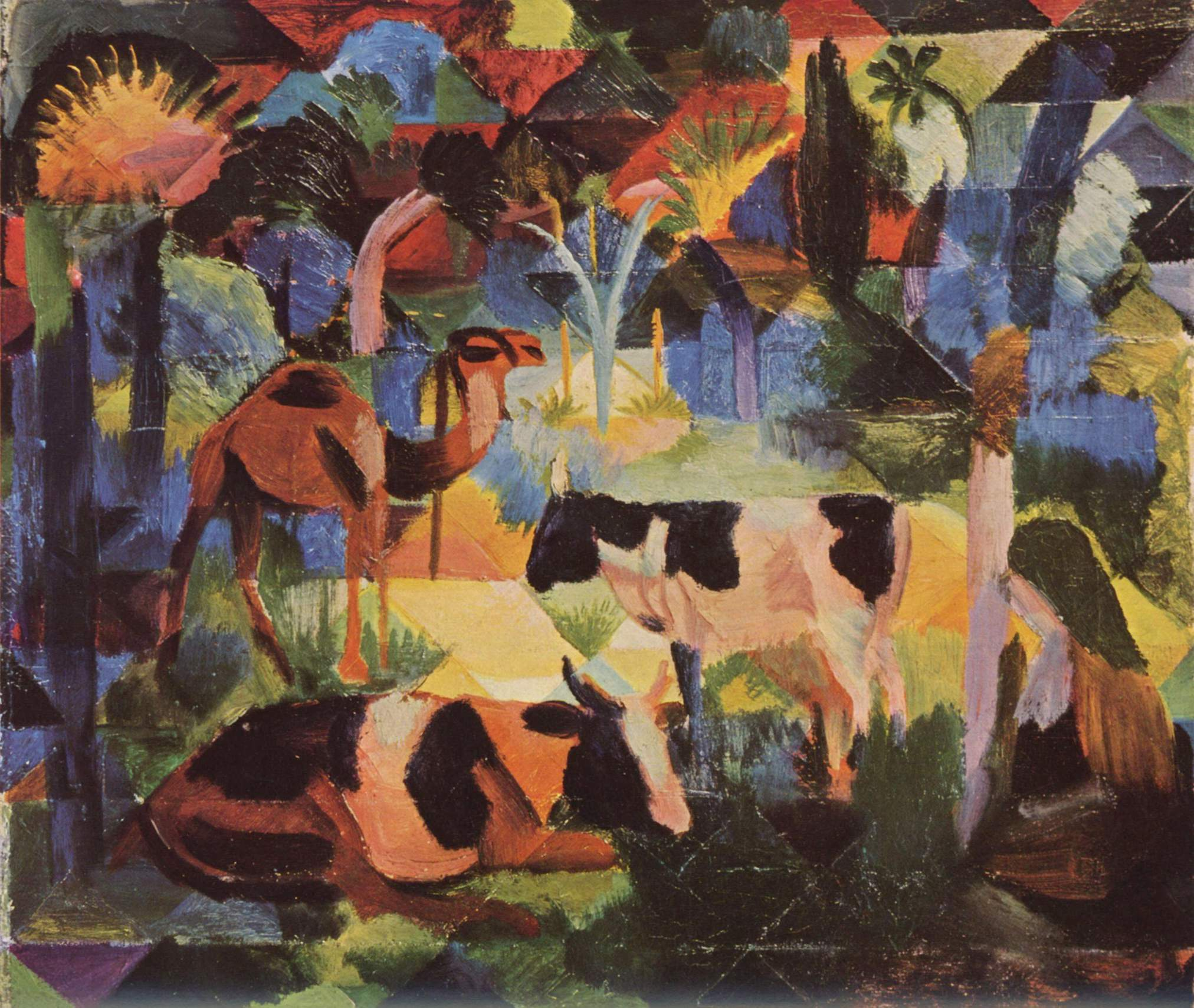
아우구스트 마케, 소와 낙타가 있는 풍경
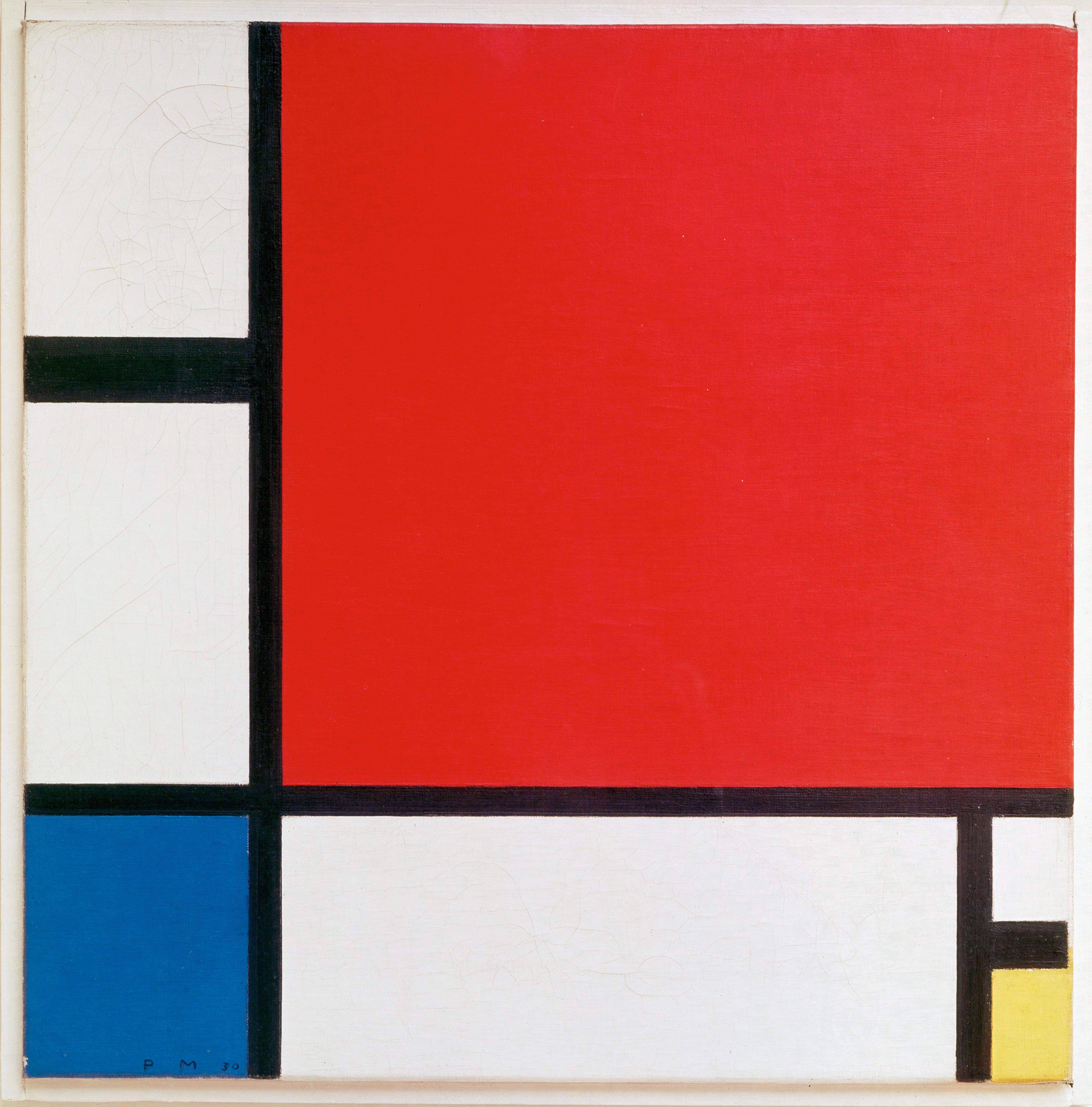
피트 몬드리안, 구성 II(빨간색, 파란색 및 노란색)

## 논란
무기상인 에밀 뷔를레 소장품의 통합 작품은 제3제국 기간 동안 나치에 의해 박해를 받은 유태인들의 협박으로 일부 작품이 판매되었을 수 있다는 우려로 인해 논란과 비판을 불러일으켰다. 비평가들은 작품의 소유권 이력이 충분히 해명되지 않았다고 말하며, 2021년 1월에는 공정한 국제 연구자의 접근을 요구하는 청원이 시작되었다.

## 같이 보기
- 가장 큰 미술관 목록